# Friedrich Wilhelm Carl Berwald
Friedrich Wilhelm Carl Berwald, född 28 februari 1776 i Ludwigslust, död 23 september 1798, var en tysk oboist och fagottist. 
Berwald studerade för Matthias Sperger och var son till Johann Friedrich Berwald i tyska musiksläkten Berwald.